# Angelo Garovi

Angelo Garovi (1990)

Angelo Garovi  (* 25. Januar 1944 in Sarnen) ist ein Schweizer Germanist, Historiker, Musikwissenschafter und Komponist. Zu seinen Arbeitsschwerpunkten gehören Namenforschung, historische Semantik und Begriffsgeschichte sowie Geschichte, Rechts- und Musikgeschichte der Schweiz.

## Leben
Angelo Garovi, Sohn des Komponisten Josef Garovi, studierte nach der Matura am Kollegium Brig an den Universitäten Zürich und Bern Germanistik, Musikwissenschaft, Geschichte und Rechtsgeschichte. 1972 promovierte er bei Paul Zinsli mit einer namenkundlichen Dissertation über Luzern. Daneben besuchte er die Organistenschule Luzern und in Köln einen Kompositionskurs bei Mauricio Kagel. Garovi ist verheiratet mit Anne Marie Garovi-von Moos, einer Tochter des ehemaligen Bundesrates Ludwig von Moos.
Garovi war Organist in Brig, Luzern und Bern sowie Musikkritiker für Luzerner und Berner Zeitungen. 1968 ans Radiostudio Bern berufen, war er bis 1980 Leiter der Ressorts Neue und Alte Musik und hat sich vor allem für das schweizerische Musikschaffen eingesetzt. Er gestaltete im Berner Musikstudio Sendungen mit den Komponisten Ernst Krenek, Witold Lutosławski, Isang Yun, Goffredo Petrassi, Brian Ferneyhough, Karlheinz Stockhausen, Henri Pousseur, György Ligeti, Mauricio Kagel, Henryk Mikołaj Górecki, Wolfgang Rihm, Klaus Huber.
1980 wurde Garovi zum Staatsarchivar des Kantons Obwalden gewählt und hatte dieses Amt bis 2007 inne. Als Historiker hat er sich vor allem mit der Geschichte des Kantons Obwalden, der Entstehung der Chronik des Weissen Buches von Sarnen, der Frage der Bistumszugehörigkeit in der Schweiz und der lokalen und nationalen Musikgeschichte beschäftigt. Er war von 1980 bis 1992 Mitglied verschiedener Gremien der Schweizerischen Radio- und Fernsehgesellschaft (SRG), so insbesondere der Programmkommission für Radio und Fernsehen der deutschen und der rätoromanischen Schweiz. In Luzern gründete er 1984 die Ortsgruppe Innerschweiz der Internationalen Gesellschaft für Neue Musik (IGNM) und war deren erster Präsident.
1979 und 1993 weilte er mit Stipendien des Schweizerischen Nationalfonds zu Forschungsaufenthalten in Florenz, Mailand und Heidelberg. An der Universität Basel habilitierte er mit einer rechtslinguistischen Arbeit, wurde dort Privatdozent und im Jahr 2000 Titularprofessor für Deutsche Philologie mit Lehraufträgen für Sprachwissenschaft sowie für Geschichte und Musikgeschichte an den Universitäten Basel, Zürich, Luzern, Freiburg im Üechtland und Greifswald sowie an der ETH Zürich.

## Schriften (Auswahl)
- Die Örtlichkeitsnamen der Stadt Luzern im Mittelalter. Kommissionsverlag Keller & Co., Luzern 1975.
- Festschrift zum 80. Geburtstag von Will Eisenmann. (Hrsg.) Luzern 1986.
- Festschrift zum 70. Geburtstag von Caspar Diethelm. (Hrsg.) Luzern 1996, ISBN 3-909221-26-2.
- Sachsler Kirchenbuch 1488. Zug 1997, ISBN 3-907514-51-3.
- Die Rechtssprachlandschaften der Schweiz und ihr europäischer Bezug. Tübingen und Basel 1999, ISBN 3-7720-2675-3.
- Obwaldner Geschichte. Staatsarchiv des Kantons Obwalden, Sarnen 2000, ISBN 3-9520429-1-9.
- Heinrich Löffler. Sprachforschung im Grenzbereich. Ausgewählte Schriften. (Hrsg., zusammen mit Werner König, Suzanne de Roche und Willy Elmer). Tübingen und Basel 2004, ISBN 3-7720-8058-8.
- Gedenkschrift Ludwig von Moos. Begleitheft zur Sonderausstellung Ludwig von Moos. Der Obwaldner Bundesrat von 1960 bis 1971 im Historischen Museum Obwalden (Hrsg., zusammen mit Leo von Moos), Sarnen 2010.
- mit Roland Sigrist: Korporation Alpnach – Von den Anfängen bis in die Gegenwart. Verlag Martin Wallimann, Alpnach 2012, ISBN 978-3-905969-21-4.
- Musikgeschichte der Schweiz. Stämpfli Verlag, Bern 2015, ISBN 978-3-7272-1448-6.
- Obwaldner Flurnamen. Eigenverlag, Bern 2016.
- Niklaus von Flüe. Heinrich Wölflins Lebensbeschreibung des Eremiten Bruder Klaus von 1501 in der Übersetzung von J. K. Scheuber und weitere Dokumente und Texte zu Bruder Klaus. Eigenverlag, Bern 2017.
- Gedichte von Romano Cuonz. Eigenverlag, Bern 2022.
- mit Werner Meyer: Die Wahrheit hinter dem Mythos. Die Entstehung der Schweiz. Nünnerich-Asmus, Oppenheim am Rhein 2023, ISBN 978-3-96176-211-8.

## Kompositionen (Auswahl)
- E par che de la sua labbia… (Dante), Fragment für Sopran und Orgel (1970)
- Studie für A. M. für Orgel (1973)
- La musique souvent me prend comme une mer (Baudelaire) pour orgue (1975)
- Klavierstück zu Mauricio Kagels Metapièce (1975)
- Vox (in)humana für grosse Orgel (1977)
- Princeps Apostolorum, Antiphon für Orgel (1992)
- (Hrsg.) Joseph Rheinberger, Suite für Violine und Orgel, op. 166, Amadeus Verlag 1977